# Laniarius mufumbiri
Bubu-dos-papiros ou picanço-dos-papiros (Laniarius mufumbiri) é uma espécie de ave da família Corvidae.
Pode ser encontrada nos seguintes países: Burundi, República Democrática do Congo, Quénia, Ruanda, Tanzânia e Uganda.
Os seus habitats naturais são: pântanos.
Está ameaçada por perda de habitat.